# Barbecue omáčka
Barbecue omáčka (anglicky: barbecue sauce nebo BBQ sauce) je omáčka používaná k masu, jako ochucovadlo nebo marináda. Je populární především v americké kuchyni (hlavně v kuchyni Amerického jihu), používá se ke grilovaným masům barbecue.
Existuje více variant barbecue omáčky, ale obvykle jejím základem bývá ocet a rajčatový protlak (případně kečup), dále se často přidává tekutý kouř, cibule (případně cibulový prášek), majonéza, cukr (případně melasa) a různá koření jako hořčice, pepř nebo chilli. Někdy se vyrábějí také ovocné varianty barbecue omáčky (například z jablek, broskví, meruněk apod.).